# Nora Kunzendorf
Nora Kunzendorf (* 8. Februar 1985) ist eine deutsche Synchronsprecherin.

## Leben
Nora Kunzendorf ist die Tochter des Synchronregisseurs Joachim Kunzendorf. Sie ist seit ihrer Jugend als Synchronsprecherin aktiv und absolvierte von 2005 bis 2008 eine private Schauspielausbildung. Sie wirkte in bisher mehr als 260 Sprechrollen in Film und Fernsehserien mit.

## Synchronrollen (Auswahl)

### Filme
- 2015: We Are Still Here – Haus des Grauens: Lisa Marie als „May Lewis“
- 2018: Prinzessinnentausch: Suanne Braun als „Mrs. Donatelli“
- 2022: Texas Chainsaw Massacre: Nell Hudson als „Ruth“
- 2022: Violent Night: Mitra Suri als „Candy Cane“
- 2025: The Fantastic Four: First Steps: Sarah Niles als „Lynne Nichols“

### Serien
- 2015–2022: Death in Paradise: Joséphine Jobert als „Florence Cassel“
- 2016–2021: Chicago Med: Courtney Rioux als „Paramedic Courtney“
- 2018: Velvet Collection: Marta Toné als „Paloma“
- 2018: Ninjago: Rhona Rees als „Jet-Jacky“
- 2019: The Last Wave: Lola Dewaere als „Marianne Lewen“
- 2021: Midnight Mass: Samantha Sloyan als „Bev Keane“
- 2021: Nona und ihre Töchter: Virginie Ledoyen als „Manu“
- 2022: Killing Eve: Marie-Sophie Ferdane als „Gunn“
- 2023: Der Untergang des Hauses Usher: Samantha Sloyan als „Tamerlane Usher“
- seit 2023: The Walking Dead: Daryl Dixon – Clémence Poésy als Sylvie
- 2024: Navy CIS: Hawaiʻi für Lesli Margherita als Sharon Waters
- 2025: Navy CIS als Myers und Rhonda Rosen